# ルイ10世 (フランス王)
ルイ10世（Louis X、1289年10月4日 - 1316年6月5日）は、フランス王（在位：1314年 - 1316年6月5日）およびナバラ王（ルイス1世、在位：1305年 - 1316年）。フランス王フィリップ4世とその妃であるナバラ女王フアナ（ジャンヌ）1世の長男。フィリップ5世、シャルル4世の兄。その治世の中、諸外国との争いに明け暮れたため、強情王または喧嘩王とあだ名される。

## 生涯
ルイ10世の短い治世の中、フランスとブルゴーニュ公国やイングランドとの争いが絶えなかった。王はフランス王軍をブルゴーニュとの境界に動員し、穀物などの禁輸を命じたが、効果を挙げられなかった。
1316年、ジュ・ド・ポームの後、冷たいワインの飲みすぎで胸膜炎か肺炎になり、ほどなく崩御した。王妃クレマンス・ド・オングリーは妊娠中だったため、子が生まれるまで王弟フィリップが摂政を務めた。ルイ10世の崩御から5ヵ月後、生まれた子供は男子でジャン1世として即位したが、一週間たたずに夭逝し、王弟フィリップがフィリップ5世として王位を継承した。

## 逸話
- ジュ・ド・ポームが好きで、世界初の屋内テニスコートの建造を命じたという。

## 子女
結婚する以前に愛人としていた王室付きの洗濯婦をしていた女性との庶子
- ウドリーヌ（1305年 - 1330年） - 母の名と同名を付けられたとされる。パリのコルデリア修道院女子修道院長

最初の王妃マルグリット・ド・ブルゴーニュ（1290年 - 1315年、1305年結婚）との子供
- ジャンヌ（フアナ）2世（1311年 - 1349年） - ナバラ女王

2番目の王妃クレマンス・ド・オングリー（1293年 - 1328年、1315年結婚）との子供
- ジャン1世（1316年） - フランス王、ナバラ王

## 脚註
1. ↑  Louis X king of France Encyclopædia Britannica